# Tu-444 (航空機)

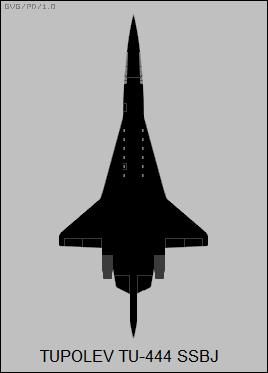
Tu-444

ツポレフ Tu-444(ツポレフ444；ロシア語:Ту-444チトィーリェ・チトィーリェ・チトィーリェ)は、ロシアの航空機設計機関であるツポレフ設計局が計画していた双発の大型超音速ビジネスジェットである。ツポレフが他に計画している大型超音速旅客機としては、4発エンジン搭載のTu-244があるが、現在のところ、そちらのほうは市場が開ける可能性が不透明である為に、実用化は微妙である。一方、アメリカのセスナなどは、一部の需要があるとみられる超音速ビジネスジェットの開発に取り組んでいるが、ツポレフは実際に超音速輸送機Tu-144やTu-22、Tu-22M、Tu-160のような軍用機を製造した実績があるため、顧客さえあれば実現する可能性が高い機体といえる。

## 性能要目
- 操縦乗員　2
- 接客乗務員 1
- 全長　36 m
- 全幅　16.2 m
- 高さ　6.51 m
- 機体重量　19,300 kg
- 最大離陸重量　41,000 kg
- エンジン 　NPO サトゥールン AL-32ターボファンエンジン　双発　95kN×2
- 巡航速度　2,125km/h
- 航続距離　7,500 km
- 翼面荷重 300 kg/m2